# Grup factor
Un grup factor este un grup matematic obținut prin agregarea elementelor similare dintr-un grup mai mare folosind o relație de echivalență care păstrează structura grupului. De exemplu, grupul ciclic⁠(d) al adunării modulo n⁠(d) poate fi obținut din grupul numerelor întregi prin identificarea elementelor care diferă printr-un multiplu de n și definind o structură de grup care operează pe fiecare clasă (cunoscută drept clasă de congruență⁠(d)) ca o singură entitate. Face parte din domeniul matematic cunoscut sub numele de teoria grupurilor. 
Într-un factor al unui grup, clasa de echivalență⁠(d) a elementului neutru este întotdeauna un subgrup normal⁠(d) al grupului originar, iar celelalte clase de echivalență sunt tocmai comulțimile⁠(d) acelui subgrup normal. Factorul rezultat este scrisă G / N, unde G este grupul originar și N este subgrupul normal. (Aceasta se pronunță „G mod N”, unde „mod” este prescurtarea pentru modulo⁠(d)). 
Importanța grupurilor factor este derivată în cea mai mare parte din relația lor cu omomorfismele. Prima teoremă de izomorfism⁠(d) afirmă că imaginea oricărui grup G în raport cu un omomorfism este întotdeauna izomorfă⁠(d) cu un factor al lui G. Anume, imaginea lui G în raport cu omomorfismul φ: G → H este izomorfă cu G / ker(φ) unde cu ker (φ) se notează kernelul⁠(d) lui φ. 
Noțiunea duală a unui grup factor este un subgrup, acestea fiind cele două modalități principale de a forma un grup mai mic dintr-unul mai mare. Orice subgrup normal are un grup factor corespunzător, format din grupul mai mare prin eliminarea distincției dintre elementele din subgrup. În teoria categoriilor, grupurile factor sunt exemple de obiecte factor⁠(d), care sunt duale⁠(d) cu subobiectele⁠(d). Alte exemple de obiecte factor apar la studiul inelelor factor, spațiilor factor din algebra liniară⁠(d) și din topologie⁠(d), și mulțimilor factor⁠(d). 

## Definiție și ilustrare
Se dă un grup G și un subgrup H și un element a din G. Se poate considera comulțimea⁠(d) la stânga corespunzătoare: aH  : = { ah: h din H }. Comulțimile sunt o clasă naturală de submulțimi ale unui grup; de exemplu, considerând grupul abelian G al numerelor întregi, cu operația definită prin adunarea obișnuită și subgrupul H al numerelor întregi pare. Atunci există exact două comulțimi: 0 + H, care sunt numerele întregi și 1 + H, care sunt numerele întregi impare (aici folosim notația adițională pentru operația binară în loc de notația multiplicativă). 
Pentru un subgrup general H, este de dorit să se definească o operație de grup compatibilă pe mulțimea tuturor comulțimilor posibile, { aH : a din G }. Acest lucru este posibil exact când H este un subgrup normal⁠(d), așa cum vom vedea mai jos. Un subgrup N al unui grup G este normal dacă și numai dacă egalitatea de comulțimi aN = Na este valabilă pentru orice a din G. Un subgrup normal al lui G se notează cu N ◁ G

### Definiție
Fie N un subgrup normal al unui grup G. Se definește mulțimea G / N ca mulțimea tuturor comulțimilor⁠(d) la stânga ale lui N în G, adică G/N = { aN : a ∈ G } . Se definește o operație pe G / N după cum urmează. Pentru fiecare aN și bN în G / N, produsul între aN și bN este ( aN ) ( bN ). Aceasta definește o operație pe G / N dacă se pune condiția ca (aN) (bN) = (ab) N, deoarece (ab) N nu depinde de alegerea reprezentanților a și b: dacă xN = aN și yN = bN pentru o pereche x, y din G, atunci 
(abN) = a(bN) = a(yN) = a(Ny) = (aN)y = x(Ny) =x(yN) = (xy)N.
Aici s-a folosit faptul că N este un subgrup normal. Se verifică că această operație pe G / N este asociativă, are element neutru N, iar inversul unui element aN al G / N este a-1N. Prin urmare, mulțimea G / N împreună cu operația definită mai sus formează un grup; acesta este cunoscut ca grupul factor al lui G prin N.
Din cauza normalității lui N, comulțimile la stânga și cele la dreapta ale lui N în G sunt egale, astfel încât se poate defini G / N în schimb ca fiind mulțimea comulțimilor la dreapta ale lui N în G.

### Exemplu: Adunarea modulo 6
De exemplu, fie grupul cu adunarea modulo 6: G = {0, 1, 2, 3, 4, 5}. Fie subgrupul N = {0, 3}, care este normal, deoarece G este abelian. Atunci, mulțimea comulțimilor (la stânga) este de cardinal trei: 
G / N = { a + N  : a ∈ G } = {{0, 3}, {1, 4}, {2, 5}} = {0+ N, 1+ N, 2+ N }.
Operația binară definită mai sus face ca mulțimea să formeze un grup, cunoscut ca grupul factor, care în acest caz este izomorf cu grupul ciclic⁠(d) de ordin 3.

## Exemple

### Numerele pare și impare
Fie grupul numerelor întregi Z (în raport cu adunarea) și subgrupul 2 Z format din toate numerele întregi pare. Acesta este un subgrup normal, deoarece Z este abelian. Există doar două comulțimi: mulțimea numerelor întregi pare și mulțimea numerelor întregi impare și, prin urmare, grupul factor Z / 2 Z este grupul ciclic cu două elemente. Acest grup de coeficienți este izomorf cu mulțimea {0,1}și adunarea modulo 2; informal, uneori se spune că Z / 2 Z este egal cu mulțimea {0,1}cu adunarea modulo 2. 

### Restul împărțirii întregi
Încă o dată, se ia în considerare grupul numerelor întregi Z sub adunare. Fie n un număr întreg pozitiv. Vom considera subgrupul n Z din Z compus din multiplii de n. Încă o dată, n Z este normal în Z, deoarece Z este abelian. Comulțimile sunt colecția { n Z, 1+ n Z, ..., ( n − 2) + n Z, ( n − 1) + n Z }. Un număr întreg k aparține comulțimii r + n Z, unde r este restul împărțirii lui k la n. Factorul Z / n Z poate fi considerat ca fiind grupul de „resturi” modulo n . Acesta este un grup ciclic⁠(d) de ordin n. 

### Rădăcinile întregi complexe ale lui 1
Rădăcinile de ordin 12 al unității, care sunt puncte pe cercul unitate complex, formează un grup abelian multiplicativ G, prezentat în imaginea din dreapta, ca bile colorate, cu numărul din fiecare punct reprezentând argumentul său complex. Considerând subgrupul N format din rădăcinile de ordin patru ale unității, prezentate ca bile roșii, acest subgrup împarte grupul în trei comulțimi, prezentate cu roșu, verde și albastru. Se poate verifica dacă comulțimile formează un grup de trei elemente (produsul unui element roșu cu un element albastru este albastru, inversul unui element albastru este verde etc.). Astfel, grupul factor G / N este grupul celor trei culori, care se dovedește a fi grupul ciclic cu trei elemente. 

### Sume de numere întregi și reale
Se consideră grupul numerelor reale R în raport cu adunarea și subgrupul Z al numerelor întregi. Comulțimile lui Z în R sunt toate mulțimile de forma a + Z, cu 0 ≤ a < 1un număr real. Adăugarea unor astfel de comulțimi se face adunând numerele reale corespunzătoare și scăzând 1 dacă rezultatul este mai mare sau egal cu 1. Grupul de coeficienți R / Z este izomorf cu grupul cercului⁠(d) S1, grupul numerelor complexe de valoare absolută 1 în raport cu înmulțirea sau, respectiv, grupul rotațiilor 2D în raport cu originea, adică grupul ortogonal special SO(2). Un izomorfism este dat de f(a+Z) = exp(2πia) (vezi identitatea lui Euler⁠(d)).

### Matrice de numere reale
Dacă G este grupul matricilor reale inversabile 3 × 3, iar N este subgrupul matricelor reale  3 × 3 cu determinant 1, atunci N este normal în G (deoarece este nucleul⁠(d) oomomorfismului determinantului). Comulțimile lui N sunt mulțimile de matrice cu un determinant dat și, prin urmare, G / N este izomorf cu grupul multiplicativ al numerelor reale nenule. Grupul N este cunoscut drept grupul liniar special⁠(d) SL(3).

### Aritmetică modulară întreagă
Se consideră grupul abelian Z4 = Z/4Z (adică mulțimea { 0, 1, 2, 3 } împreună cu adunarea modulo⁠(d) 4) și subgrupul său { 0, 2 }. Grupul factor Z4/{ 0, 2 } este { { 0, 2 }, { 1, 3 } }. Acesta este un grup cu elementul identic { 0, 2 } și operațiia de grup, cum ar fi { 0, 2 } + { 1, 3 } = { 1, 3 } . Atât subgrupul { 0, 2 } cât și grupul factor { { 0, 2 }, { 1, 3 } } sunt izomorfe cu Z 2.

### Înmulțirea întregilor
Se consideră grupul multiplicativ {\displaystyle G=\mathbf {Z} _{n^{2}}^{*}}. Mulțimea N a reziduurilor de gradul n este un subgrup multiplicativ izomorf cu {\displaystyle \mathbf {Z} _{n}^{*}}. Atunci, N este normal în G și grupul factor G / N are comulțimile N, (1+ n)N (1+ n)2N, ..., (1+ n)n − 1N. Criptosistemul Paillier⁠(d) se bazează pe ipoteza că este dificil să se determine comulțimea unui element aleator din G fără a se cunoaște factorizarea lui n. 

## Proprietăți
Grupul factor G/G este izomorf⁠(d) cu grupul trivial (grupul cu un singur element), iar G/{e}este izomorf cu G.
Ordinul lui G/N, prin definiție numărul de elemente, este egal cu |G : N|, indicele⁠(d) lui N în G. Dacă G este finit, indicele este de asemenea egal cu ordinul lui G împărțit la ordinul lui N. G/Npoate fi finit, deși atât G cât și N pot fi infinite (de exemplu, Z/2Z). 
Există un omomorfism de grup surjectiv „natural” π : G → G/N, care transformă fiecare element g din G în comulțimea lui N căreia îi aparține g, adică: π(g) = gN. Aplicația π este uneori numită proiecția canonică a lui G pe G/N Nucleul⁠(d) ei este N.
Există o corespondență bijectivă între subgrupurile lui G care conțin N și subgrupurile G/N ; dacă H este un subgrup al lui G care conține N, atunci subgrupul corespunzător al lui G/N este π(H). Această corespondență este valabilă și pentru subgrupurile normale ale lui G și G/N și este formalizată în teorema de corespondență din teoria grupurilor⁠(d). 
Câteva proprietăți importante ale grupurilor factor sunt consemnate în teorema fundamentală a omomorfismelor⁠(d) și în teoremele de izomorfism⁠(d). 
Dacă G este abelian, nilpotent⁠(d), rezolvabil⁠(d), ciclic⁠(d) sau finit generat⁠(d), atunci la fel este și G/N
Dacă H este un subgrup al unui grup finit G, iar ordinul H este o jumătate din ordinul lui G, atunci H este garantat a fi un subgrup normal, deci G/Hexistă și este izomorf cu C2. Acest rezultat poate fi formulat și ca „orice subgrup de index 2 este normal”, iar în această formă se aplică și grupurilor infinite. Mai mult, dacă p este cel mai mic număr prim la care se împarte ordinul unui grup finit, G, atunci dacă G/H are ordinul p, H trebuie să fie un subgrup normal al lui G.